# BBC Lausanne
El BBC Lausanne es un equipo de baloncesto suizo con sede en la ciudad de Lausana, que compite en la LNB, la segunda división del baloncesto suizo. Disputa sus encuentros como local en el Vallée de la Jeunesse, con capacidad para 1.200 espectadores.

## Nombres
- Morgues Basket (hasta 2008)
- Basket (2008-)

## Posiciones en Liga
- 1997 (LNA)
- 1998 (LNB)
- 1999 (1-LNB)
- 2000 (9-LNA)
- 2001 (3-LNB)
- 2002 (1-LNB)
- 2003 (5-LNA)
- 2004 (8)
- 2005 (7)
- 2006 (8)
- 2007 (8)
- 2008 (10)
- 2009 (8)
- 2010 (9-LNA)
- 2012 (1-1LN)
- 2013 (9-LNB)

### Plantilla 2013-2014
| N.º | Nombre      | Nacionalidad     | Puesto |
| --- | ----------- | ---------------- | ------ |
| --  | Boris MBala | Bandera de Suiza | Pívot  |

## Palmarés
- Semifinales Copa Sui .cza - 2004, 2005
- Semifinales Copa de la Liga - 2009
- Semifinales 1LN - 2012